# Emilio Soriano Aladrén
Emilio Soriano Aladrén, né le 29 octobre 1945 à Saragosse, est un ancien arbitre espagnol de football. Il débuta en 1976, puis devint arbitre international en 1978 et arrêta en 1992. Il fut nommé "Arbitre espagnol de la saison" lors des saisons 1987-1988 et 1989-1990.

## Carrière
Il a officié dans des compétitions majeures : 
- Coupe du monde de football des moins de 20 ans 1981 (1 match)
- Supercoupe d'Espagne 1983 (finale retour)
- Coupe du monde de football des moins de 20 ans 1987 (2 matchs)
- Euro 1988 (1 match)
- Coupe UEFA 1989-1990 (finale aller)
- Coupe du monde de football de 1990 (1 match)
- Euro 1992 (1 match)